# Lepidium angustissimum
Lepidium angustissimum är en korsblommig växtart som beskrevs av Rodolfo Amando Philippi. Lepidium angustissimum ingår i släktet krassingar, och familjen korsblommiga växter. Inga underarter finns listade i Catalogue of Life.